# ファイアーエムブレム (佐野真砂輝&わたなべ京の漫画)
『ファイアーエムブレム』は、佐野真砂輝&わたなべ京による日本の漫画作品である。
この項目では、同作品に準じたドラマCD『ファイアーエムブレム 黎明編/紫嵐編』（れいめいへん / しらんへん）も扱う。

## 概要
任天堂から発売されたゲームソフトの『ファイアーエムブレム 暗黒竜と光の剣』の漫画化作品で、『暗黒竜』のゲーム開始前からアカネイア城奪還までを描いている。
1992年『増刊『ASUKA』ファンタジーDX』新春号（角川書店）から連載を開始し、連載途中で、同筆者の『ファイアーエムブレム外伝』（1992年『増刊『ASUKA』ファンタジーDX』秋の号と同年同雑誌の冬の号）の執筆、他の事情で連載が休止になり、1994年にリメイク+新作の『ファイアーエムブレム 紋章の謎』の発売で、途中でキャラクターと設定が『暗黒竜』『紋章の謎』のどちらかに準じてしまっている。1997年『ファンタジーDX』7月号で終了した。
少女漫画雑誌の連載だったこともあり、他のFEコミカライズ作品と比べて絵柄が耽美である。単行本第2巻の裏表紙と第3巻、第4巻に同封されている、この作品のチラシの宣伝には「ファンタスティック・グランドロマン」と言う副題が追加されている。1996年には第1巻のストーリーが元になったドラマCDも発売された。

## ストーリー
ゲームの第1作「暗黒竜と光の剣」のストーリーを参照。

## 各話あらすじ

### 第1巻
第1話：黎明（1992年、増刊「ASUKA」ファンタジーDX新春号）
『暗黒竜』の「マルスの旅立ち」に準じたストーリー。追加としてゲームには無いアリティア城陥落のストーリーもある。これは後に発表された『BSファイアーエムブレム アカネイア戦記編』および『ファイアーエムブレム 新・暗黒竜と光の剣』ものとは全く異なっている。後述のドラマCDのシナリオに元になった話でもある。
第2話：紫嵐（1992年、増刊「ASUKA」ファンタジーDX春の号）
『暗黒竜』の「デビルマウンテン」に準じたストーリー。ナバール、ジュリアン、レナがメイン。後述のドラマCDのシナリオの元になった話でもある。
AMUSE PRESS2
後書き。筆者が『暗黒竜』にはまった経緯（後述）と漫画で設定したマルス、シーダ、オグマ、ナバール、カイン、アベルが記載されている。

### 第2巻
第3話：風刃（1993年、増刊「ASUKA」ファンタジーDX春の号）
『暗黒竜』の「草原の戦い」の前置きオリジナルストーリー。マリクがメイン。ドルーアの魔道士・エイナスと言うオリジナルキャラクターも登場する。
第4話：狼拠（1993年、増刊「ASUKA」ファンタジーDX初夏の号）
第5話：連壁（1993年、増刊「ASUKA」ファンタジーDX夏の号）
以上の2話は『暗黒竜』の「オレルアンの戦士たち」に準じたストーリー。ゲームではペガサスナイトが多く登場するが、この作品ではドラゴンナイトが多く登場する。
AMUSE PRESS3
後書き。マリク、ハーディン、「風刃」に登場したオリジナルキャラクター・エイナスについて記載されている。

### 第3巻
特別編（1994年、「ファンタジーDX」6月号）
ゲームにはない、マルスが剣を取る経緯のストーリー。
第6話：紋章I（1994年、「ファンタジーDX」7月号）
第7話：紋章II（1994年、「ファンタジーDX」8月号）
以上の2話は『暗黒竜』の「ファイアーエムブレム」に準じている。ただし、『ファイアーエムブレム』の設定が『暗黒竜』の覇者の証に準じているが、後述の第10話では市民に公開する時に「黄金の盾に紋章をはめ込まれている」と言う追加があり『紋章の謎』に近い設定になっている。
第8話：谷響I（1995年、「ファンタジーDX」3月号）
第9話：谷響II（1995年、「ファンタジーDX」4月号）
以上の2話は『暗黒竜』の「レフカンディの罠」に準じている。
AMUSE PRESS7
後書き。ミネルバ、ミシェイル、後述のドラマCDのことについて触れている。

### 第4巻
第10話：剣楯I（1996年、「ファンタジーDX」2月号）
第11話：剣楯II（1996年、「ファンタジーDX」3月号）
以上の2作は『暗黒竜』の「港町ワーレン」に準じている。カインとオリジナルキャラクター・ラルクの娘がメインになっていて、オリジナルが強い内容になっている。そのため、ゲームでは最後にマルス及びアリティア軍が敵に追われているが、この作品ではそのような表現はない。
第12話：火竜I（1996年、「ファンタジーDX」9月号）
第13話：火竜II（1996年、「ファンタジーDX」10月号）
以上の2作は『紋章の謎』で削除された『暗黒竜』の「ペラティの火竜」に準じたストーリーになっている。ジョルジュとゴードンがメインとなっている。この作品では『暗黒竜』で普通に遊んでいると起こる「マルスがドラゴンキラーが使えない。」「ジョルジュが所有しているパルティアが使えない」と言う要素を取り入れている。
イラスト・ギャラリー
『外伝』の主人公・アルムとパッケージの仮面の男、ジョルジュ、ゴードン、カミュとナバール、カインの5作を掲載。

### 第5巻
第14話：紅雨I
第15話：紅雨II
以上の2作は『暗黒竜』の「プリンセス・ミネルバ」に準じたストーリー。ミネルバがメインとなっている。
第16話：沈黙
『暗黒竜』の「ノルダの奴隷市場」に準じたストーリーであるが、リンダの設定にオリジナル要素を取り入れている。リンダがメインとなっている。
第17話：行人
『暗黒竜』の「アカネイア・パレス」に準じたストーリー。

## 登場人物
作品は前半は第1作目『暗黒竜』、後半から『紋章の謎』に準じている。筆者によるオリジナル要素もある。作品の仕様上『紋章の謎』からの名称変更などは特筆すべき点のみ。それ以降のリメイク作品からの追加された要素は一切記載しない。
文章中、独特の固有名詞漢字の後の括弧の言葉は振り仮名である。

### アリティア王国
マルス
アリティアの王子。第1話から登場。温和で優しい性格。若干気の弱い一面はあるが、第13話で伝説の重みを自分の力にしてしまう確りしたところがある。第1話でアリティア陥落時に王子を守るために戦う騎士達に「命をかける事に身分に差が無い。命に変えられるものは無い」を言い、マルスが初めて人を殺した時、「剣の重みと血の確かさを絶対忘れない」。第5話においては戦闘中、ハーディンの戦いの甘さの問いに「殺すよりも生かすほうが難しい。何倍も何十倍も。殺す事ばかり憶えたくない」と言うほど、殺生は好まない。ただし、解放した相手がマルスに剣を向けた時にはアリティアの王子として斬ることもある。ゲームにはない馬に乗って戦うシーンも多く描かれている。第1話と特別編ではオグマが剣の師匠と言う設定になっている。この設定は箱田真紀の『ファイアーエムブレム 暗黒竜と光の剣』と全く同じである。第1巻の「AMUSE PRESS2」の設定では、童顔、明るい少年。少々細めで儚げの反面剣の腕は発展途上であるが中々のもので身体も足が速く身も軽い。老若男女問わず人気がある。目標はオグマからハンディキャップなしで剣で一本を取ること、寝起きを良くすること、身体が大きくなることと記述されている。『暗黒竜』年代からの連載であったが、服は中世ヨーロッパ調の『紋章の謎』に近いものを身に着けている。『暗黒竜』『紋章の謎』で見につけていた髪飾りが、この作品ではまったく身につけていない。アリティア城陥落時の年齢は14歳。タリスから進軍時には16歳であった。
エリス
アリティアの王女。第1話に登場。この話以降は回想シーンで多く登場する。マルス同様温和で優しい性格。アリティア陥落の際。英雄・アンリの正しく引く血の者を生かすことと女の足では脱出の邪魔になる理由で、マルスとアリティア騎士団を逃がすためにアリティア城に残り、ドルーア兵に囚われた。第14話では以前、ミネルバと出会った時に「凛とした声に憧れている」ことをマルスから語られている。アリティア城陥落時の年齢は17歳であった。ドラマCDでは「プレミアムストーリー・マルスとマリク編」で回想シーンに登場をする。
アンリ
アリティア王国初代国王。第1話から登場。ファルシオンでメディウスに立ち向かった。この作品では髪は緑髪で若干逞しい美形に描かれている。
コーネリアス
アリティア現国王。第1話に登場。この話以降は回想シーンで登場する。マルスとエリスの父。グラ王国・ジオル将軍の裏切りでマルスとエリスの目の前でジオル将軍に討たれてしまう。ドラマCDでは一言しか喋っていない。
アリティアの王妃
第1話に登場。この話以降は回想シーンで登場する。グラ王国・ジオル将軍の裏切りで神剣ファルシオンと共に人質にされる。
モロドフ
マルスの爺や。第1話から登場。
ジェイガン
アリティア騎士団隊長。第1話から登場。他のキャラクターがカラーイラストでアレンジが多い中、一番『暗黒竜』のイラストに準じている。
アベル
「黒豹」の異名を持つ若き騎士。第1話から登場。『暗黒竜』では出っ歯と言う顔立ちであったが、この作品ではかなり美形に描かれている。カインと一緒にいることが多い。第1巻の「AMUSE PRESS2」の設定では、ソシアルナイト。年齢は21歳。先祖が他国（グルニアあたり）からの移民者で貴族出身。冷静沈着な戦う軍師タイプ。剣が得意。髪の色から「黒豹」と言う異名になったと記述されている。そのためカラーイラストでは髪の色が黒髪にアレンジされている。『FE』シリーズでお馴染みの「緑の騎士」など設定はカラーイラスト込みで全くない。
カイン
「猛牛」の異名を持つ若き騎士。第1話から登場。真面目であるが第10話ではお人好しの一面がある。第1巻の「AMUSE PRESS2」の設定では、ソシアルナイト。アベルよりも2ヶ月上の同年代で21歳。切り込み隊長で猪突猛進のために「猛牛」と言う異名になった。さらにアベルとは親友であり、ライバルであり、幼馴染であり両者ともアリティアの貴族で親族を失っていると言う記述がある。カラーイラストでは髪の色が渋い黄色になっている。『FE』シリーズでお馴染みの「赤の騎士」など設定はカラーイラスト込みで全くない。ドラマCDでは「プレミアムストーリー・マルスとマリク編」でマルスの会話役として登場する。
ゴードン
アリティアの弓手兵。第1話から登場。半人前のことにネガティブになりやすい性格。第8話でマルスが大怪我した時に王子の代役をしたことがある。第12話と第13話でアカネイアの翔弓兵（スナイパー）・ジョルジュに憧れる。『暗黒竜』年代の登場であるが、『紋章の謎』に近い顔立ちになっている。カラーイラストでは第1話では茶髪になっているが、第4巻の表紙では『暗黒竜』『紋章の謎』と同様、緑髪になっている。
ドーガ
アリティアの若き甲騎士。第1話から登場。

### タリス王国
シーダ
タリスの王女。「白の天空騎士」の異名も持つ。第1話から登場。マルスを兄のように思って慕い、天馬騎士の門出としてマルス達と共に戦う。愛馬はエルカイト。天馬に乗って戦うシーンがかなり多い。又天馬から降りて剣を振るシーンも僅かにある。カラーイラストではピンク髪にアレンジされている。第1巻の「AMUSE PRESS2」の設定では、お転婆であり口だけでは無く色々な面からあらゆる意味で強い女の子。国交のあったアリティア王国のマルスとエリスを親族同様に思っている。あらゆる面で反比例しつつマルスとシーダは成長していくと記述されている。服のデザインは多彩であった。アリティア城陥落時の年齢は12歳。タリスから進軍時には14歳であった。
アレクス
タリス国王。第1話に登場。アリティア陥落の時に落ち延びたマルスとアリティア騎士団を快く迎えた。第1巻の「AMUSE PRESS2」のシーダの設定ではタリス国は戦争を好まない平和主義国であり、この国の兵はオグマを初めとする親衛隊以外は義勇軍である。王位継承による規制が特にないため、女性（シーダ）が王位につくことも可能と記述されている。
タリス王妃
第1話に登場。他のFEのメディアミックスでは死亡か行方不明の設定が多い中、この作品では生存しており、マルスと共に戦いに向かったシーダを幸せ者だといっていることと夫同様落ち延びたマルスとアリティア騎士団を快く迎えるほど寛大な女性である。
オグマ
タリス王国の親衛隊隊長。第1話からタリス王の命でマルスとアリティア騎士団を迎えに来た。第2話でナバールから「深い鳶色の目、明るい金茶の髪、左頬の斜めの十字の傷」と言う特徴を言われている。第1巻の「AMUSE PRESS2」の設定では、元地方領主所有の剣闘士。頬や身体の傷は何らかの拷問によるもの。この出来事他のおかげで一時引退をしていたが、タリスの王女・シーダに拾われる。これ以降シーダと王家に忠誠を誓う。両手利き。剣に対しては大陸を馳せたほどの腕前であるが、普段はマルス、シーダ、ナバールには頭があがらない面倒見の良いおじさんと言う記述がある。「元地方領主所有の剣闘士からシーダと王家に忠誠を誓う」まで設定は、この単行本から2年後に発売する『紋章の謎』でのオグマの設定とかなり同じである。後述のドラマCDの「プレミアムストーリー・オグマとナバール編」では架空地域での闘技場を舞台としたナバールとマルスと追加オリジナルキャラターのオリジナルストーリーで登場する。
バーツ
第1話に登場。タリスの斧戦士の1人。名前は出ていないが、第1巻の「AMUSE PRESS2」の「今回登場しなかった人々」に記載がないため。
ザジ
第1話に登場。タリスの斧戦士1人。名前は出ていないが、第1巻の「AMUSE PRESS2」の「今回登場しなかった人々」に記載がないため。
マジ
第1話に登場。タリスの斧戦士の1人。名前は出ていないが、第1巻の「AMUSE PRESS2」の「今回登場しなかった人々」に記載がないため。

### オレルアン王国
ハーディン
オレルアン王国の王弟。「草原の狼」の異名を持つ。回想で第2話に登場するが、正式登場は第4話から。生真面目であるが、アカネイアの王女・ニーナに対してかなり好意的な行動をとる。そのため、負傷して特攻してくる敵兵からニーナの侮辱の言葉で逆上して倒している。他に英雄・アンリの血を引くマルスに嫉妬している一面もある。戦い方の考えの違いでマルスと口論になることもある。ゲームや作者のデザインの変更が多いキャラクターの中で、このキャラクターは初回の『暗黒竜』に近いデザインで最終回を迎える。カラーアレンジもあり第2巻の裏表紙ではターバンの色、服の色が全部青系に描かれている。
ブレナスク
第7話に登場。オレルアン王国の国王。ハーディンの兄。オレルアン・緑条城の当主。この作品では王女と王子の2人の子供がいる。『紋章の謎』では子供が存在しない。
オレルアンの王妃
第7話に登場。ハーディンの義姉。
ロシェ
オレルアンの騎士団の1人。第4話から登場。マケドニア軍の猛攻からニーナを逃がす役割をする。
ウルフ
オレルアンの騎士団の1人。第4話から登場。

### アカネイア聖王国
ニーナ
アカネイアの王女。「聖アカネイアのニーナ姫」と呼ばれることもある。回想で第2話に登場するが、正式登場は第4話から。気丈であるが、親族が全員処刑されているため、剣を最も嫌う。戦いの最中、王女と個人としての考えに悩まされることもある。また、自分を助けてくれたグルニアの黒騎士・カミュに対しても回想するシーンもある。ゲームや作者のデザインの変更が多いキャラクターの中で、このキャラクターは初回の『暗黒竜』に近いデザインで最終回を迎えた。
アルテミス
アカネイアの初代王女。第5話と第17話で『紋章の謎』同様、英雄・アンリとは結ばれなかった。この作品でのアルテミスが「ファイアーエムブレム」を託したのは先代のオレルアンの王子であった。
ジョルジュ
アカネイアの翔弓兵（スナイパー）。第12話から登場。自分のために犠牲となったアカネイア騎士達とどんなことをしても使用出来ない「聖炎弓（パルティア）」に対して苦艱している。その反面ペラティでの戦闘の不手際に対してマルスとゴードンに対して皮肉を言う。マヌーとの戦いでゴードンが負傷した時に一時的に聖炎弓が使えるようになった。ゴードンに対しては「アリティアの弓手兵」「弓手兵」と呼ぶが第13話の最後にようやく名前を呼ぶ。弓の腕は翔弓兵（スナイパー）名前の通り、マヌーの目を一回で射抜くほど腕前で、さらに第12話ではオグマから「ナバールと同じ呼吸で敵を察する」ほどの言葉があるほど。この作品では髪型がショートヘアーに描かれている。カラーイラストでは髪は金髪、ヘアーバンドは赤となっている。
リンダ
ミロア大司祭の忘れ形見。第16話から登場する。マルスからは「碧い瞳の魔道士」と呼ばれたこともある。奴隷商人から売られている所からマルス達に助けられる。『暗黒竜』同様、ミロアから「聖光（オーラ）」を受け継いでいるが、ガーネフの呪いと父から受け継いだ聖光が自分の魔法じゃないことが重なって言葉が喋れなくなっている。しかしガーネフの幻影が出現した時、共に戦っているアリティア軍の仲間のうち、ナバールの激しい言葉で封じられた呪いを解く。これがきっかけとなりナバールに対しての好感な表現がある。性格は気が強い。カラーイラストでは「碧い瞳の魔道士」の異名の通り、目は青、髪は明るい茶色に描かれている。
ミロア
「最強の魔道士」の異名を持つ大司祭。第16話に登場するが、故人の為、遠距離やシルエットでの登場である。カーネフから「聖光（オーラ）」を取られないためにリンダに魔法を受け継がせた。

### グラ王国
ジオル将軍
第1話の回想シーンで登場。『暗黒竜』同様、グラ王国の城主。アリティア国王をマルスとエリスの目の前で殺し、アリティア王妃とファルシオンを人質にして去った。

### マケドニア王国
ミネルバ
「赤の竜騎士」「戦いの女神」の異名を持つマケドニアの第1王女。正式名は「エリーヌ・ビューナ」。第5話の会話中の回想から登場。正式登場は第6話から。『暗黒竜』を同様、妹姫・マリアを人質に取られてドルーア軍に参戦している。姫よりも騎士の考え方が強く、第8話ではゲームの「レフガンディの罠」と同様にハーマイン将軍の卑怯なやり方に納得がいかず、ゲームと似た言葉を言って白騎士団と共に撤退する。第15話でマリアが救出される前は、人質になった妹のことで悩むこともあった。ゲームや作者のデザインの変更が多いキャラクターの中で、このキャラクターは初回の『暗黒竜』に近いデザインで最終回を迎えた。
ミシェイル
マケドニアの王子。サラニガスの代理で王の代行をしている。第5話の会話中の回想から登場。正式登場は第6話から。第8話ではミネルバとマリアと共にマルスとエリスとの面識がある。竜人族を「トカゲ」と呼ぶほどドルーアに対して軽視している上にこれを糧にマケドニアを栄え立つことを考えている。第6話ではグルニアの黒騎士・カミュから「（軍議の内容は）常に民の事を考えている」ことをミネルバに語っている。髪はセミロングで軽いウェーブヘアーに描かれている。
マリア
マケドニア第2王女。第5話の会話中の回想から登場。正式登場は第14話から。『暗黒竜』同様、ディール城に囚われている。明るく優しい性格である。ゲームや作者のデザインの変更が多いキャラクターの中で、このキャラクターは初回の『暗黒竜』に近いデザインで最終回を迎えた。
サラニガス
マケドニアの国王。ミシェイル、ミネルバ、マリアの父。『紋章の謎』ではミシェイルに殺されているが、この作品では病弱であるが生存している。
レナ
マケドニアの貴族のシスター。第2話からの登場。『暗黒竜』同様にミシェイルの求婚を逃れるためにシスターになった。身分を隠しているが仕草などでニーナに薄々気付かれる。アリティア軍参戦は「様々な村や国に居つけなかったのは、そのどれもが自分のいる場所ではなかった」ことと「治療に役に立つ」と言う理由から。しかし最初はマルスがレナを入れることに困惑していたが、シーダが「レナを護る」と言う説得で加入する。ミネルバとマリアがアリティア軍に加入後、ミシェイルの求婚のことで彼女達に会うのを避けていたが、第17話でばれてしまう。髪型は前髪分けのセミロングのボブカットになっている。
パオラ
マケドニア白騎士団の3姉妹の長女。第6話から登場。髪型は『暗黒竜』に準じている。最終回になってもアリティア軍に加入することはなかった。同筆者の『外伝』の漫画にも登場しているが、こちらは『紋章の謎』に近い髪型になっている。
カチュア
マケドニア白騎士団の3姉妹の次女。第6話から登場。最終回になってもアリティア軍に加入することはなかった。
エスト
マケドニア白騎士団の3姉妹の三女。第6話から登場。髪型は『紋章の謎』に準じている。最終回になってもアリティア軍に加入することはなかった。
ハーマイン将軍
第6話と第7話に登場。『暗黒竜』同様のレフガンディ城の主。
ジューコフ将軍
第15話に登場。『暗黒竜』同様のディール城の主。

### カダイン
マリク
アリティアの大臣の甥で、3月年上のマルスの幼馴染。緑衣の魔道士。第3話から登場。知りたいこととあるものが欲しいために10歳でカダインに行く。これ以降欲しいもののためにマルス達との接触は避けていた。後述のエイナスのおかげで、欲しかったもの「竜人族の禁呪・聖剣裂風（エクスカリバー）」を習得してマルス達と合流する。マルスとエリスが現実や幻想でも傷つけられることに頭に血が上ることが多い。後述のドラマCD版「プレミアムストーリー・マルスとマリク編」では、漫画版とは逆にマリクが魔道の力のテレパシーに近い会話でマルスに会いに来ている。緑衣の魔道士の異名の通り、カラーイラストでは金髪、緑目、服は緑になっている。
エイナス
漫画オリジナルキャラクターのドルーアの魔道士。長髪の美形の男性。第3話に登場。マリクをドルーアに誘うためにマルスとエリスの幻影を見せ付けるが、ドルーアの証のために2人の身体にメディウスから傷つけられた痕を見て激怒し、幻影を禁呪習得込みで打ち破られる。この禁呪が致命傷となり最後にガーネフの名前を言って死亡する。
ウェンデル
カダインの司祭。マリクの師匠。第7話でリカードと共に『紋章の謎』の同様の登場をする。穏やかな人物だか、マルスを負傷した時に我を失って魔法を使ったマリクを激怒する一面もある。

### グルニア王国
カミュ
グルニアの黒騎士の異名を持つ男性。第2話の最後に登場。第6話でオリジナルキャラクター・ラック将軍率いる兵を1人で倒すほどの強敵。ただし、アリティア軍との戦いは全編に渡り全くなかった。数回のドルーアとの軍議でミシェイルとミネルバとの面識がある。さらに第11話ではナバールとの面識もあるが、詳細については最終回でも解明されなかった。この作品での一人称は「私」であるが、同筆者の『外伝』である事情で再登場した時は「俺」になっている。この作品では長髪に描かれている。
グルニア国王
第6話に登場。ドルーアの軍議に登場したのみである。

### ドルーア帝国
メディウス
ドルーア帝国の竜人族の王。第1話の回想シーンからの登場。正規登場は第14話から。
ガーネフ
高司祭。第1話の回想シーンからの登場。正規登場は第14話から。メディウスと手を組んで諸国を侵略した。
ボーゼン
第16話と第17話に登場する。『暗黒竜』同様のアカネイア・パレスの主。「ガーネフの一番弟子」と言う設定になっている。

### その他
ガザック
第1話に登場。『暗黒竜』同様のタリス城を襲った海賊のボス。マルスに撃破された。
ナバール
二刀流の使い手「死神」の異名を持つ剣士。第2話から登場。オグマとは剣のライバル同士で気が合う表現が多い。第1巻の「AMUSE PRESS2」の設定では、黒髪、緑目の異国の剣士。25歳〜27歳くらい。近寄りがたい雰囲気。無言実行の典型で戦場のど真ん中で死にかけていることもある、自分を顧みない性格。二刀流の長剣に銘があるらしい。お酒に対してはかなり強いと記述されている。『暗黒竜』年代の登場であるが、『紋章の謎』に近い服装で登場する。
ジュリアン
サムシアンの盗賊だった男性。第2話からの登場。シスター・レナをアリティア軍に逃がすために逃亡する。アリティア軍には懺悔込みでの参戦。第2話から登場。戦闘では鍵開けや地上の偵察の方が多く。第5話にはマルスの気分転換にお忍びでマリクと共に街にお忍びで出かけるほどポジティブな性格。第2話で盗賊の自分に対して笑いかけたり、かすり傷を治してくれたシスター・レナを気にかけている。長髪で後ろに束ねた髪型をしている。
ハイマン
第2話に登場する。『暗黒竜』のサムシアンのボス。漫画版とドラマCD版では「頭目」としか呼ばれていない。一度マルスから殺生はしないと解放されたが、それに対して首を絞める行動をとったためにマルスの剣で斬られてしまった。
リカード
ジュリアンの弟分。第7話でウェンデルと共に『紋章の謎』の同様の登場をする。非常に明るい性格で、第10話では闘技場の予想を当てたバヌトゥを褒めまくっていた。
名も無き人
第7話、第9話、第10話に登場する幻影の人物。長髪の美形でエルフのような耳をしている。この人物からマルスは「アンリに連なるもの」「光の王子」と呼ばれている。「我が角より成りし神剣をこの大陸で継ぐ者よ」の言葉、人から竜に変化、ファルシオン、第9話でこの人物がマルスから去った時の気配で、バヌトゥが「竜王」と言ったこと、マルスが第10話でこの人物を「竜人族」だと言っているなどから、「神竜王・ナーガ」の可能性が高いが、最終回になってもその当否は明かされない。
バヌトゥ
火竜族の竜人族。第9話から登場。「名も無き人」と同様耳がエルフに近い形状になっている。『暗黒竜』同様、チキを探しているが、この時にマルスが負傷していたために、偽者になっていたゴードンを見抜いていたことを後日語っている。人を見抜く能力以外にも闘技場の賭けの予想も当てることができる。竜人族の種族に対してもかなり煩く語る。第5話で『暗黒竜』同様、マルスが入手した竜石を渡されて、ペラティの戦闘に参加する。最終回になっても彼が探しているチキが見つかることはなかった。
シーザ
ワーレンの傭兵。第10話に登場。髪型は『紋章の謎』に準じている。
ラディ
ワーレンの傭兵。第10話に登場。髪型は『紋章の謎』に準じている。
ラルクの娘
漫画オリジナルキャラクター。第10話と第11話に登場する。名前は作品中全く出てこない。後ろに纏めた三つ編みの髪につばのない帽子を被った少女。ラルクが娘を育てるために剣と鎧を売ったため、本来の剣を使う仕事をして欲しいためにスリをしているが、この行動でカインに捕まってしまう。数日後のワーレン城の戦いで雇った傭兵の人質となった。カインとの戦闘で父を目の前で倒されたが「父は騎士としての顔を見れた事」で、カインに対して恨まなかった。
ラルク
漫画オリジナルキャラクター。第10話と第11話に登場する。アカネイアの貴族の用心棒をしていたが、国が滅んで家と仕事がないためにワーレンに引越し酒場で仕事をしていたが、闘技場でカインと対戦して勝った時（実際は事情を知っていたカインがわざと負けた）、カナリス将軍から傭兵の仕事を得る。しかし数日後のアリティア軍の戦闘にカインと再度戦った時に死亡した。妻は娘を産んだ後に死亡している。
カナリス将軍
第11話に登場する。『暗黒竜』同様のワーレン城の主。傭兵なった兵士の家族を人質にして裏切りを許さない人物。
マヌー
第12話と第13話に登場。『暗黒竜』を同様のペラティの王。火竜族の竜人族。

## 書籍情報
- 第1巻 1992年7月30日初版発行 ISBN 4-04-852353-8
- 第2巻 1992年11月1日初版発行 ISBN 4-04-852354-6
- 第3巻 1995年12月1日初版発行 ISBN 4-04-852355-4
- 第4巻 1997年4月1日初版発行 ISBN 4-04-852790-8
- 第5巻 1997年10月1日初版発行 ISBN 4-04-852357-0

## ファイアーエムブレム 黎明編/紫嵐編
- 1996年5月22日発売  BMGビクター AFCP2016-17（2枚組）
- 1996年2月9日 - 3月29日[2]に文化放送[注 5]「アニマガパラディ・ドラマワールド」内で放送されたラジオドラマ（全8話）を収録。漫画版の1巻・第1話「黎明」〜同巻･第2話「紫嵐」までのストーリーを収録。さらに「プレミアムストーリー・オグマとナバール編」「プレミアムストーリー・マルスとマリク編」を追加している。
- 単行本第4巻の帯の宣伝と第4巻同封のチラシのラジオおよびドラマCDの告知では、全2巻で第1巻は1996年4月24日、第2巻は1996年5月22日の予定であった。
- 音楽は『暗黒竜』『紋章の謎』のどちらも起用している。

### キャスト
- マルス（石田彰）[3]
- シーダ（鉄炮塚葉子）
- コーネリアス（石田彰）
- エリス（篠原恵美）
- ジェイガン（大滝進矢）
- カイン（関智一）
- アベル（成田剣）
- ドーガ（石川英郎）
- ゴードン（保志総一朗[4]）
- タリス王（大塚明夫）
- タリス王妃（渡辺美佐）
- オグマ（小杉十郎太）
- ジュリアン（真殿光昭）
- ナバール（子安武人）
- ハイマン（小野健一）
- レナ（氷上恭子）
- マリク（岩永哲哉）
- ミラン（岡野浩介）
- 山賊A（松本保典）
- 山賊B（長嶝高士）
- 商人（菅原淳一）

### ドラマCD版の人物
ミラン
声 - 岡野浩介
縄張り争いでサムシアンに潰された盗賊団にいた兄・トマーシュが倒されたために、ナバールを恨んでいる男性。

## その他の話題
- 第1巻「AMUSE PRESS2」において、筆者が友人からの「FEのゲームが面白い事と2人の好きそうなキャラクターがいる」と言う電話がきっかけとなり、ゲームを購入して遊んだらかなりはまった上に、普段はFC本体を購入せずに友人から借りて遊ぶ程度で相性が合わないと思っていたが「漫画にしてしまうくらい病が深い」と語っている。
- 2011年3月11日の東日本大震災後に、佐野&わたなべが任天堂の協力を経て「goo 募金チャリティー」に佐野まさき・わたなべ京名義で「FIRE EMBLEM」[5]の壁紙を提供し[6][注 6]、同年12月20日に終了した。[7]。